# Strateški bombnik
Stratéški bómbnik je veliko vojaško letalo, katerega glavni namen je zračni prevoz velike količine bomb in raket nad cilje velike oddaljenosti.

## Pomembni strateški bombniki
Tukaj so našteti vsi takrat uporabljeni bombniki, ki so tudi spremenili koncept namenskih letal za bombardiranje. V oklepajih je označena približna količina bojnega tovora.
V praksi je bojni tovor odvisen od oddaljenosti cilja ter od tipa in velikosti bomb.

### Prva svetovna vojna
- Caproni Ca.1
- Gotha G.IV (cca. 550 kg)
- Handley Page Type O  (cca. 1000 kg)
- Handley Page V/1500 (cca. 3750 kg)
- Sikorski S-22 Ilja Muromec (cca 550 kg)
- Zeppelin Staaken R.VI (cca. 2200 kg)
- Zeppelin (cca 2500 kg lb)

### Druga svetovna vojna
- Avro Lancaster (cca. 11.000 kg)
- B-17 Flying Fortress (cca. 8700 kg)[1]
- B-24 Liberator (cca. 4000 kg)
- B-29 Superfortress (cca. 10.000 kg)
- Handley Page Halifax (cca. 6500 kg)[2]
- Heinkel He 111 (cca. 2200 kg)
- Petljakov Pe-8 (cca. 5500 kg)
- Short Stirling (cca. 9000 kg)
- He 177 (cca. 8000 kg)

### Hladna vojna
Bojni tovor lahko sestavljajo tako klasične bombe kot atomsko orožje
- Avro Vulcan (cca. 10.500 kg)
- Convair B-36 Peacemaker (cca. 36.000 kg)
- Boeing B-47 Stratojet
- Boeing B-50 Superfortress
- Boeing B-52 Stratofortress (cca. 30.000 kg)
- B-58 Hustler (cca. 9700 kg)
- Dassault Mirage IV (cca. 1500 kg)
- FB-111A letalo prirejeno za prenos atomskega orožja, izpeljanka F-111 'Aardvark'a
- Handley Page Victor
- Mjasiščev M-4 (cca. 26.500 kg)
- Tupoljev Tu-4, kopija bombnika B-29 Superfortress
- Tupoljev Tu-16 (cca. 10.000 kg)
- Tupoljev Tu-95 (cca. 16.500 kg)
- Tupoljev Tu-22M
- Vickers Valiant
- Xian H-6 (Licenčna kopija letala  Tupoljev Tu-16)

### Obdobje po hladni vojni
- Rockwell B-1 Lancer (cca. 37.500 kg)[3]
- B-2 Spirit (cca. 25.000 kg)
- Tupoljev Tu-22 (cca. 23.000 kg)
- Tupoljev Tu-160
- Xian H-6 (Licenčna kopija letala  Tupoljev Tu-16)

### Prihodnost
- V prihodnosti naj bi ameriške sile zamenjale obstoječe strateške bombnike z novo generacijo. Rok za izvedbo posodbitve je leto 2018[4].